# Castell de Montemar
El Castell de Montemar és un edifici ubicat a la població d'Algorfa (Baix Segura, País Valencià) al sud del terme i prop de la carretera d'Els Montesinos. S'alça sobre un turó que domina la finca i la plana circumdant.

## Història
Es tracta d'una casa senyorial construïda a finals del segle xviii sobre les restes d'una antiga fortificació musulmana medieval que va ser enderrocada anteriorment. Des de llavors, i durant gairebé 150 anys, va pertànyer a la família dels Comtes de Casa Rojas. El primer comte d'aquesta nissaga, i possiblement el primer propietari de la fortalesa, fou en José de Rojas i Recaño de la Torre (Cadis, 1702 - Cartagena, 1795). Aquest cavaller va rebre el comtat per ordre reial i va ser el primer que va tenir la dignitat de Capità General del departament de Cartagena.
Durant tot el segle xix, el Castell de Montemar va pertànyer als seus successors. En finalitzar la guerra civil, la família de Rojas va haver de vendre la finca i el Castell que contenia. Després de passar per diversos propietaris, la fortificació va ser adquirida l'any 1970 pels seus actuals propietaris, i va ser objecte d'una important restauració que la va salvar de desaparèixer, i la va adaptar interiorment com habitatge privat, ús que encara té avui en dia.

## L'edifici
El Castell de Montemar mai no va tindre ús militar, sinó que generalment va ser utilitzat com a residència estiuenca dels successius propietaris. El seu estil és una mica afrancesat i combina elements propis de l'Edat Mitjana amb d'altres de tall neoclassicista. Té dues torres quadrades i dos circulars amb les cantonades de carreus. La torre principal que podem anomenar "de l'homenatge", té grans garites als seus cantons, i merlets amb les seves coronacions inclinades cap a l'exterior.
Posseeix un pati quadrat envoltat per una galeria situada a la primera planta. Els sostres de les torres són plans i accessibles, encara que durant el segle xx van tenir cobertes a quatre aigües fetes amb pissarra.